# 도요노촌 (오사카부)
도요노촌(일본어: 豊野村)은 일본 오사카부 기타카와치군에 있던 촌이다. 현재 네야가와시 중동부에 해당한다.

## 역사
- 1889년 4월 1일 - 정촌제 시행에 의해 사사라군 도요노촌이 성립하였다.
- 1896년 4월 1일 - 군 통합에 의해 기타카와치군이 성립하였다.
- 1943년 4월 1일 - 구카쇼정, 도모로기촌, 네갸가와촌과 합병해 네야가와정이 성립하여, 동일 도요노촌은 폐지되었다.

## 교통

### 도로
현재는 구촌역을 제2게이한 도로가 통과하지만, 당시는 미개통.

## 참고문헌
- 가도카와 일본 지명 대사전 27 大阪府